# Żychlińscy

Herb Szeliga

Żychlińscy herbu Szeliga – polska rodzina szlachecka. Nazwisko wywodzi się od gniazda rodowego, którym jest Żychlin w powiecie łęczyckim. W późniejszym czasie Żychlińscy osiedlili się w Wielkopolsce, stając się jednym ze znaczniejszych rodów w tym regionie.

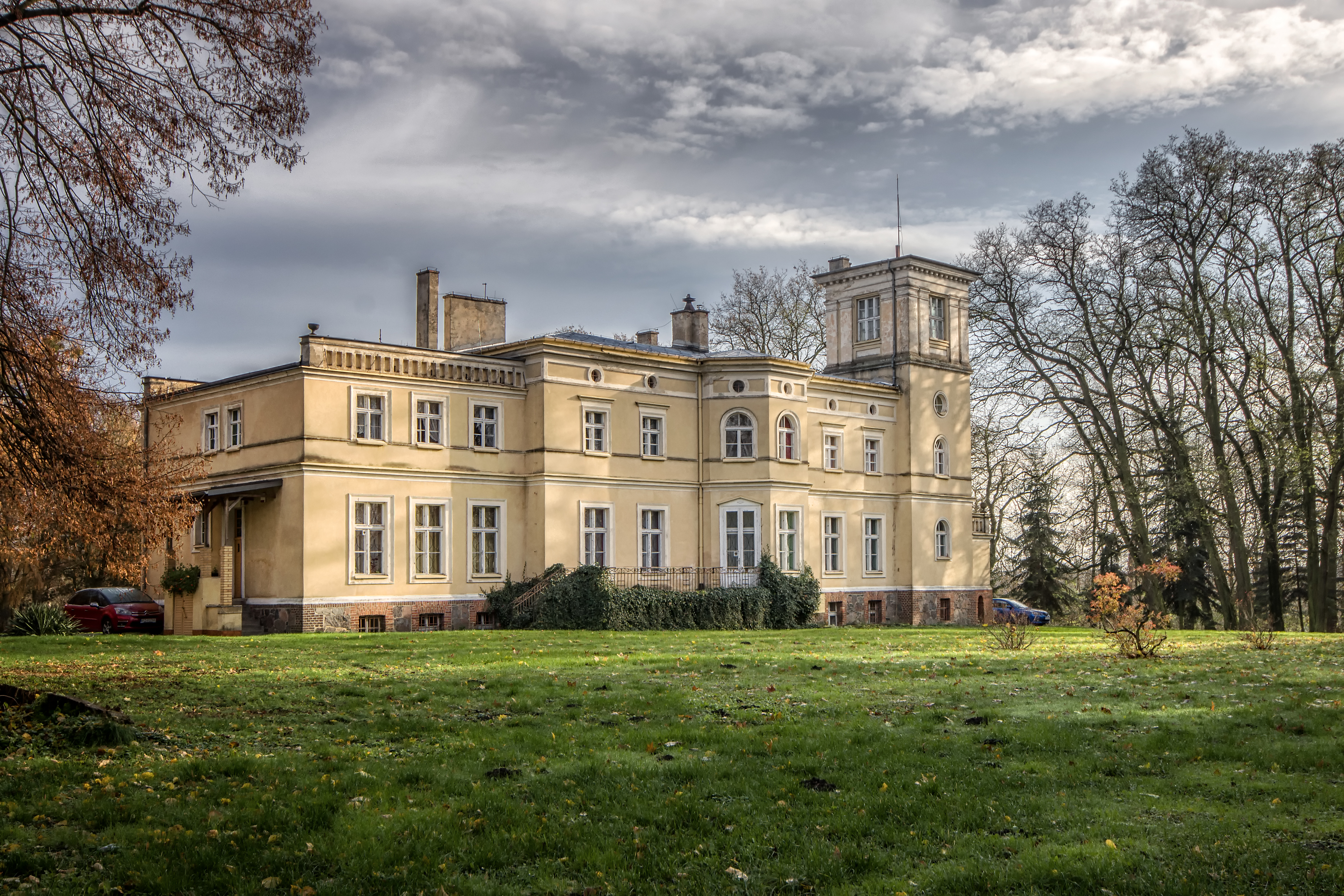
Pałac Żychlińskich w Uzarzewie

## Przedstawiciele rodu
- Piotr Żychliński (zm. przed 8 kwietnia 1697 roku) – podkomorzy kaliski, starosta wałecki
- Adam Żychliński (zm. przed 14 lipca 1736), kasztelan lądzki i międzyrzecki
- Teodor Żychliński (ur. 25 czerwca 1836, zm. 26 sierpnia 1909 w Poznaniu) – heraldyk, pamiętnikarz, dziennikarz i działacz kulturalny

- Ludwik Żychliński (ur. 1837 r., zm. ok. 1891 r.) – działacz niepodległościowy, pamiętnikarz, kronikarz, wojskowy
- ks. Aleksander Żychliński (ur. 13 grudnia 1889, zm. 21 grudnia 1945) – prezbiter katolicki, Sługa Boży, teolog.